# Ophiocomidae
Ophiocomidae Ljungman, 1867 è una famiglia di echinodermi appartenenti all'infraordine Gnathophiurina.

## Tassonomia
- Ophiocominae
  - Clarkcoma Devaney, 1970
  - Ophiarthrum Peters, 1851
  - Ophiocoma L. Agassiz, 1835
  - Ophiocomella A.H. Clark, 1939
  - Ophiocomina Koehler, 1920 in Mortensen
  - OphiomastixMüller & Troschel, 1842
  - Ophiopteris E. A. Smith, 1877
- Ophiopsilinae
  - Ophiopsila Forbes, 1843